# Veľká Ves nad Ipľom
Veľká Ves nad Ipľom este o comună slovacă, aflată în districtul Veľký Krtíš din regiunea Banská Bystrica. Localitatea se află la altitudinea de 134 m deasupra n.m., se întinde pe o suprafață de 9,21 km2 și în 2017 număra 406 locuitori.

## Istoric
Localitatea Veľká Ves nad Ipľom este atestată documentar din 1252.

## Demografie
| An:                | 1994 | 2004   | 2014   | 2024   |
| ------------------ | ---- | ------ | ------ | ------ |
| Număr de persoane: | 405  | 423    | 402    | 433    |
| Diferență:         |      | +4,44% | −4,96% | +7,71% |

| An:                | 2023 | 2024   |
| ------------------ | ---- | ------ |
| Număr de persoane: | 435  | 433    |
| Diferență:         |      | −0,45% |